# Porphyre de Tyr
Pour les articles homonymes, voir Porphyre.
Porphyre de Tyr (234-305) est un philosophe néoplatonicien d’origine phénicienne. Disciple de Plotin, il a édité les écrits de ce dernier (les Ennéades) et rédigé après sa mort une biographie (la Vie de Plotin). Célèbre pour son Introduction aux Catégories d'Aristote (Isagogè), il contribue à faire passer le néoplatonisme en milieu chrétien, via Marius Victorinus, jusque chez saint Augustin et Claudien Mamert. Il est également l'auteur d'un traité Contre les chrétiens, aujourd'hui perdu.

## Biographie
Les sources concernant Porphyre sont très limitées. Il n'existe aucun témoignage extérieur fiable qui complète les informations sur Porphyre. La seule biographie développée est celle de la Vie des sophistes d'Eunape qui indique cependant qu'il n'a pu la composer qu'à partir des écrits du philosophe.
Porphyre naît en 234 à Tyr, dans l'actuel Liban, ou à Batanée en Syrie. Son nom syrien est Malchos (« roi »). En 254, il se rend à Athènes pour suivre les cours du philosophe Longin. Celui-ci lui donne le nom de Porphyre (porphyra, « pourpre »), « empruntant cette dénomination au vêtement qui est le signe extérieur de la royauté ». Dès cette époque, il écrit une Histoire de la philosophie, dont fait partie sa Vie de Pythagore, inspirée de Nicomaque de Gérase.
Il se rend à Rome en 263 afin de suivre les cours de Plotin, peut-être sur les conseils de Longin. Plotin le charge de mettre de l'ordre dans ses écrits. En 268, Porphyre, qui souffre de dépression et envisage de mettre fin à ses jours, s'installe en Sicile sur les recommandations de Plotin. Il compose alors son célèbre ouvrage de logique, l’Isagogè, qui fera autorité durant tout le Moyen Âge après sa traduction par Boèce. Il rédige également un ouvrage intitulé Contre les chrétiens, qui sera brûlé en 448 sur ordre des empereurs Valentinien III et Théodose II. En 270, quand Plotin meurt, Porphyre se trouve toujours en Sicile, à Lilybée.
Porphyre se rend à Rome et succède à Plotin comme second scolarque, à la tête de l'école néoplatonicienne de Rome. Il épouse la veuve d'un ami, Marcella, qui élève sept enfants, dont certains en bas âge. Au cours d'un voyage, il lui adresse une lettre, dont André-Jean Festugière dit qu'elle est « le véritable testament du paganisme ». On pense que Porphyre eut pour élève le philosophe Jamblique. Porphyre fait paraître les œuvres de Plotin après 298, et rédige sa Vie de Plotin vers 301. Il meurt, peut-être en 305 à Rome, sous l'empereur Dioclétien.

## Philosophie
Selon Dominic O'Meara, « Porphyre n'est pas un platonicien (comme Numénios d'Apamée, Jamblique ou Syrianos) qui pythagorise mais plutôt un platonicien universaliste, qui trouve son platonisme chez Pythagore et dans beaucoup d'autres domaines ». Les thèmes porphyriens sont :
platoniciens
- l'intellect comme temple du dieu
- le retour à soi
- la notion du vrai moi identique au noûs (intellect)
- le précepte delphique « Connais-toi toi-même »
- la non-responsabilité divine dans les fautes des hommes

pythagoriciens
- la place faite au silence
- la défense de livrer la doctrine aux profanes et aux esprits déformés
- la libération par la philosophie

Olympiodore le Jeune oppose chez les néoplatoniciens les contemplatifs aux théurgistes : « Beaucoup, comme Porphyre et Plotin, préfèrent la philosophie, d'autres, comme Jamblique, Syrianos et Proclos, préfèrent la théurgie (ἱερατική) »

### Logique

#### L'Isagogèet la querelle des universaux

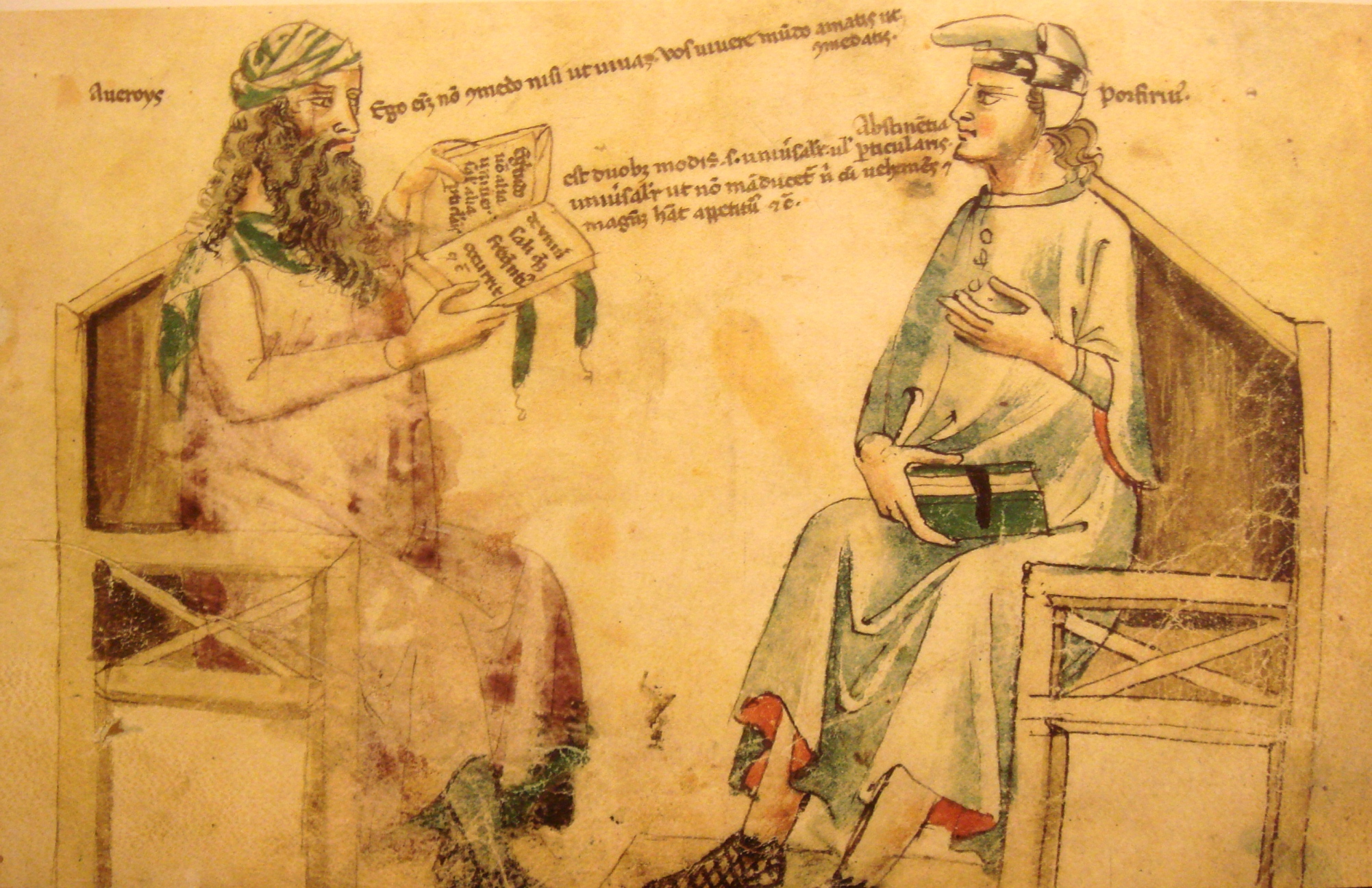
Débat imaginaire entre Averroès et Porphyre (tiré du Liber de herbis de Monfredo de Monte Imperiali, XIVe siècle.

L’Isagogè de Porphyre décrit les cinq universaux, appelés aussi « prédicables ». Les prédicables sont, dans la logique scolastique, un terme renvoyant à la classification des relations possibles par lesquelles un prédicat peut se rapporter à son sujet. La liste des prédicables donnée par les scolastiques se fonde sur la division originale en cinq faite par Porphyre d'après la liste d'Aristote dans ses Topiques : le genre (genos), l'espèce (eidos), la différence (diaphora), le propre (idion), l'accident (sumbebekos).
Dans son Isagogè, Porphyre pose les fondements de la « querelle des universaux qui divisera les philosophes médiévaux, et qui continue aujourd'hui encore d'exercer son influence (par exemple sur la question des universaux abstraits) :

« Tout d'abord, en ce qui concerne les genres et les espèces, la question est de savoir si ce sont [I] des réalités subsistantes en elles-mêmes ou seulement [II] de simples conceptions de l'esprit, et, en admettant que ce soient des réalités substantielles, s'ils sont [Ia1] corporels ou [Ia2] incorporels, si, enfin, ils sont [Ib1] séparés ou [Ib2] ne subsistent que dans les choses sensibles et d'après elles. J'éviterai d'en parler. C'est là un problème très profond et qui exige une recherche toute différente et plus étendue. »

Une première alternative oppose [I] le « réalisme » platonicien des Idées (les genres et les espèces, par ex. « l'abeille », ont une existence réelle, comme Formes, Modèles, Idées séparées) au [II] « conceptualisme » aristotélicien (« les idées générales existent seulement dans l'esprit » : ce sont des abstractions). 
Un second choix paraît à l'intérieur de la première branche de l'alternative. Admettons la thèse platonicienne, qui pose la subsistance des universaux. Deux autres questions se présentent :
- Ces genres et espèces sont-ils corporels ou incorporels ? Pour les stoïciens, presque tout est corporel, sauf le lieu, le temps, le vide et l'exprimable ; pour Platon, l'universel est un incorporel.
- L'universel est-il une Forme séparée (comme le pense Platon) ou une forme immanente aux choses sensibles (comme le pense Aristote) ?

On ne voit pas toutes les propriétés qui existent ⇒ un arbre à l'époque donne de l'ombre, du bois de chauffage, des fruits, outils, etc. Depuis, on a su qu'un arbre donnait aussi de l'oxygène ou du CO2 selon les cycles jours/nuits. De ce fait, les universaux se demandent si en observant quelque chose, on y voit toutes ses propriétés. Il en découle que notre conception d'une plante est une forcément une conception de l'esprit (la somme de nos connaissances sur le sujet), mais est-ce que l'on peut avoir des conceptions qui correspondent parfaitement à la réalité ? Comme s'apercevoir un jour qu'une plante a des désirs ou alors peut être dépendante à des substances, ce qui voudrait dire qu'une plante n'a plus simplement une âme supérieure, mais aussi une âme inférieure et donc aussi une âme moyenne selon le néoplatonisme (donc une plante serait comme un animal). Ou alors ne pas s'en apercevoir car une plante n'aurait pas de désir dans la réalité et de ce fait, notre conception d'une plante se rapprocherait quasiment de la réalité ou même cette conception serait la réalité.

#### L'arbre de Porphyre

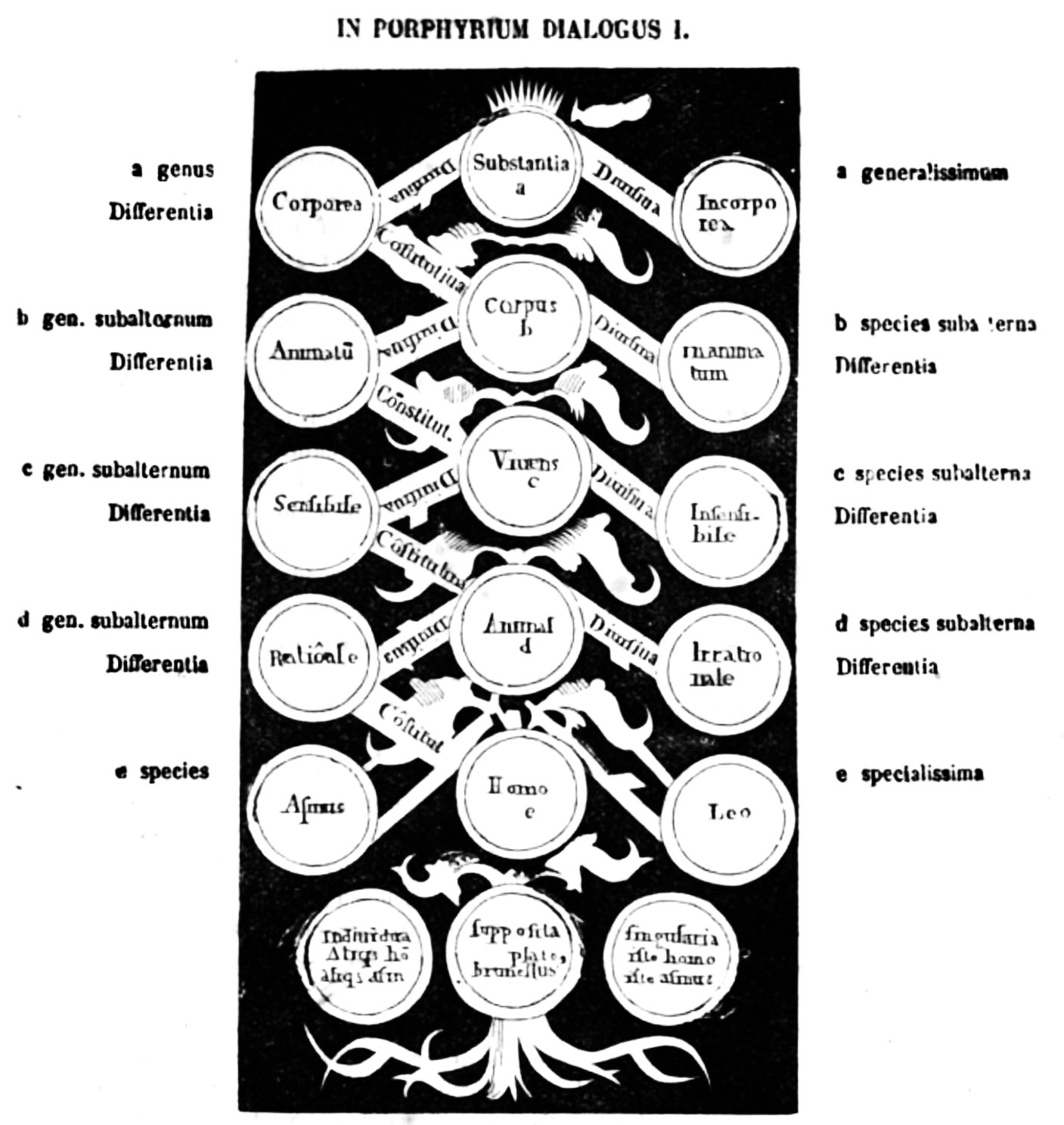
Arbre de Porphyre, probablement d'après une version de l’Isagogè de Boèce.

Porphyre est aussi célèbre pour son « arbre de Porphyre », un schéma qui permet de classer un sujet d'après le genre et l'espèce, et qui comprend les concepts suivants : l'essence, le genre, la différence, l'espèce (jusqu'à l'espèce spécialissime, ou infima species) et l'accident. Le genre, c'est, par exemple, l'animal ; l'espèce, l'homme ; la différence, le raisonnable ; l'accident, chauve ou musicien.
Aristote, lui, dans les Topiques (I, 4), avançait quatre prédicables (ou : prédicaments) : le genre, la différence, le propre et l'accident ; Porphyre ajoute donc à ces quatre-là l'espèce, et isole la différence (qu'Aristote intégrait dans l'étude du genre).
Cette division a donné lieu à l'expression scolastique des « cinq universaux », qui sont : le genre (genos), l'espèce (eidos), la différence (diaphora), le propre (idion) et l'accident (sumbebekos).

### Éthique
Dans les Sentences, un concentré doctrinal des Ennéades de Plotin, Porphyre expose sa théorie de la vertu. Il évoque les trois degrés de la vertu selon Plotin : vertus civiques, vertus purificatrices, vertus contemplatives, et ajoute un quatrième degré : les vertus paradigmatiques. Ces vertus sont les formes platoniciennes, ou paradigmes, des différentes vertus. Il combine chaque degré aux vertus cardinales décrites par Platon dans la République : sagesse, courage, tempérance et justice. Cette théorie de la vertu est une tentative de concilier la République, le Phédon et le Théétète et d'inscrire leur enseignement sur la vertu dans une métaphysique platonicienne cohérente. Les vues de Porphyre sur la vertu furent communément admises puis développées par les néoplatoniciens tardifs.

#### Défense du végétarisme
Porphyre a également rédigé un traité De l’abstinence, à destination d'un ami qui a abandonné le végétarisme. Porphyre était un défenseur des droits des animaux et un militant végétarien, pour des raisons à la fois religieuses et morales. Il pensait que les animaux étaient dotés d’une conscience et d’une mémoire, avec une capacité de planifier et de communiquer. Pour lui, tuer un animal empêcherait de progresser sur le chemin spirituel. Porphyre pousse le raisonnement jusqu'à dire que tuer un animal inoffensif revient au même que prendre la vie d’un être humain. Il est un ainsi un des précurseurs de l'idée que la vie d’un animal a la même valeur que celle d’un humain.

### Théologie
Dans le traité De regressu animae (Du retour de l'âme), il propose une théorie des rapports entre philosophie et religion : les religions ne s'adresseraient qu'à des dieux inférieurs ou à des démons ; la philosophie les transcenderait, parce qu'elle serait le culte du Dieu suprême, dont le philosophe est le prêtre. Dans le traité Philosophia ex oraculis haurienda (La philosophie à retirer des oracles), il explique la signification cachée des sacrifices aux dieux et aux daimonês, et la théologie qu'il faut en retirer. Dans le traité Peri Agalmatôn (Sur les Images des dieux), il donne une interprétation de la signification des différents dieux de la mythologie, dans le sens des puissances cachées de la nature.

#### Polémique contre le christianisme
Porphyre de Tyr a composé un traité intitulé Contre les chrétiens à une date que les spécialistes situent après 271. L'empereur Constantin, converti au christianisme, a pris des mesures pour l'interdire. Apollinaire de Laodicée rédigea une réfutation de cet ouvrage en 370 ; l'arien Philostorge, en produisit une autre en 420, ce qui montre que Contre les chrétiens était encore en circulation au Ve siècle ou tout simplement que l'on parlait encore de ce traité à cette époque. Ce traité de Porphyre de Tyr a été reconstitué (principalement sur la base de ces réfutations, donc à prendre avec méfiance) et réédité à l'époque moderne. Ce texte s'inscrit dans une lignée d'ouvrages : principalement le traité Contre les gnostiques de Plotin (à la fin de la IIe Ennéade ; ce traité n'a pas été reconstruit grâce à des réfutations, le texte original, très humoristique, a été conservé), celui du philosophe païen Celse, Discours véritable (178), également perdu et reconstitué à partir de la réfutation qu'en donna Origène dans son Contre Celse (248), et celui de l'empereur Julien, Contre les Galiléens (en latin Libri tres contra Galileos, 361-363), lui aussi reconstruit à partir des citations hostiles qu'en fait Cyrille d'Alexandrie dans son Contra Julianum.
Porphyre pense que le christianisme implique une conception absurde et irrationnelle de la divinité qui le condamnerait, aussi bien du point de vue des religions particulières que du point de vue transcendant de la philosophie.

### Histoire de la philosophie
L'Histoire de la philosophie de Porphyre est un traité composé de quatre livres dont il ne reste que des fragments. Il contenait les biographies de philosophes considérés comme importants par les néoplatoniciens et un résumé de leur enseignement. Le premier livre traitait des sept sages, et le troisième de Socrate. Le quatrième livre était dédié à Platon. Porphyre voyait vraisemblablement l'histoire de la philosophie antique comme un processus qui trouve sa conclusion et son aboutissement avec Platon. Tout apparaît ensuite comme une simple interprétation de l'enseignement de Platon.
La Vie de Pythagore a été conservée. Cette biographie faisait partie du premier livre et a probablement été publiée séparément. Elle fut rédigée à peu près à la même période que la Vie de Pythagore par Jamblique.

## Histoire
En dehors de son activité philosophique, Porphyre fut aussi historien, comme l'atteste le témoignage d'Eusèbe de Césarée dans sa Chronologie. Porphyre avait disserté sur l'histoire hellénistique, notamment des dynasties des Ptolémées et des Séleucides.
Eusèbe, pour cette époque, a su puiser dans le travail de Porphyre de nombreux faits rattachés à une chronologie visiblement rigoureuse. La curiosité qui animait l'activité de cet auteur fait d'autant plus regretter la perte d'une importante partie de ses œuvres. Mais son positionnement antichrétien qui lui a valu des inimitiés auprès des écrivains chrétiens et des autorités impériales romaines, explique la disparition de certains de ses textes. Eusèbe de Césarée ne le désignait-il pas dans sa Chronologie comme : « Porphyre notre ennemi » ? Cette position était explicitement soutenue et prescrite par la loi romaine. Ainsi une loi promulguée par les empereurs Théodose II et Valentinien III, datée de 448 statue : « Nous établissons que soient livrées au feu toutes [les œuvres], aussi nombreuses qu'elles soient, que Porphyre, poussé par sa folie, a écrites contre le culte religieux des chrétiens, [et] quelle que soit la personne auprès de laquelle on les a trouvées. En effet, nous voulons qu'aucun des écrits qui peuvent provoquer la colère de Dieu et offenser les âmes ne viennent à l'oreille de quiconque. (…) ».

## Astrologie
Il fut aussi astrologue et il écrivit un Commentaire sur la Tetrabiblos de Claude Ptolémée, proposant un système de calcul de la domification des thèmes astrologiques qui a pris son nom.

### Œuvres
(par ordre alphabétique)
- De l'abstinence (abstinence de la consommation de chair animale), rédigé vers 271.
  - Tome 1, Introduction. Livre I ; éd. et trad. J. Bouffartigue et M. Patillon. Paris : Les Belles Lettres, 1977.  (ISBN 2-251-00281-2).
  - Tome 2, Livres II-III ; éd. et trad. J. Bouffartigue et M. Patillon. Paris : Les Belles Lettres, 1979.  (ISBN 2-251-00282-0).
  - Tome 3, Livre IV ; éd. et trad. M. Patillon, Alain Philippe Segonds et Luc Brisson. Paris : Les Belles Lettres, 1995.  (ISBN 2-251-00444-0).
  - En ligne, trad. Jean Lévesque de Burigny, 1747, livres I , II , III , IV  (lire sur Wikisource).
- De l'animation de l'embryon, trad. André-Jean Festugière, La révélation d'Hermès Trismégiste, Paris, Les Belles Lettres, t. III, 1954, p. 265-302. Autrefois attribué à Galien. Dernière édition: Luc Brisson éd., Porphyre, Sur la manière dont l’embryon reçoit l’âme, Vrin, Histoire des doctrines de l’Antiquité classique, 2012.
- Des images, texte édité par Joseph Bidez, Vie de Porphyre, Gand, 1913, p. 1-23.
- L'antre des nymphes dans l'Odyssée (vers 268), trad., Lagrasse, Verdier, 1989. Interprétation allégorique d'un passage de l' Odyssée (XIII, 102-112) : l'antre des nymphes symbolise le monde sensible dans lequel les âmes sont descendues et dont elles doivent s'échapper. (lire sur Remacle)
- Commentaire aux 'Catégories' d'Aristote ad Gedalium (perdu: en sept livres selon Simplicius, in Cat. 2.5-9)[35].
- Commentaire sur les 'Harmoniques' de Claude Ptolémée, portant sur la musique, sur les harmonies musicales de la tradition pythagoricienne en 3:2 ou 4:3, texte édité par Ingemar Düring : Kommentar zur Harmonielehre des Ptolemaios, Göteborg, Elander, 1932.
- Commentaire sur le 'Parménide' de Platon : texte édité par Pierre Hadot qui l'attribue à Porphyre, Porphyre et Victorinus, Paris, Études augustiniennes, 1968, p. 64-113.
- Commentaire sur le 'Timée' de Platon : fragments réunis par A. R. Sodano, Porphyrii in Platonis Timaeum commentarium fragmenta, Naples, 1964.
- Commentaire sur les Oracles chaldaïques (vers 270) (d'après saint Augustin, La cité de Dieu, X) : Les oracles chaldaïques, trad. Édouard des Places, Les Belles Lettres, 1971, p. 20- 23.
- Contre les chrétiens (vers 268) : fragments réunis par A. Harnack en 1916. Trad. an. : Against the Christians, Amherst (New York), Prometheus Books, 1994. Reconstitution par Pierre de Labriolle, La réaction païenne (1948), Cerf, 2005. Richard Goulet, "Cinq nouveaux fragments nominaux du traité de Porphyre 'Contre les chrétiens'", Vigiliae Christianae, 64 (2010), p. 140-159. [ lire en ligne]]
- Fragments, éd. Andrew Smith, Porphyrii philosophi fragmenta, Stuttgart et Leipzig, 1993. Contient Symmikta Zetemata, Histoire de la philosophie, Commentaire de la Physique d'Aristote, Commentaire de Boèce, Sur le 'Connais-toi toi-même' , Sur le libre arbitre.
- Histoire de la philosophie (vers 260) : fragments traduits par A. Ph. Segonds in Porphyre, Vie de Pythagore. Lettre à Marcella, Les Belles Lettres, 1982, p. 177-197.
- Introduction au Tetrabiblos de Ptolémée (titre latin : Introductio in Tetrabiblum Ptolomaei), édi. par E. Boer, S. Weinstock, in F. Cumont et F. Boll édi., Catalogus Codicum Astrologorum Graecorum (CCAG), Bruxelles, t. V, 4, 1940, p. 187-228. Sur l'astrologie de Claude Ptolémée.
- Introduction aux Catégories d'Aristote (Isagogè) (vers 268). Trad. latine par Boèce (508), trad. fr. par Jules Tricot (1947), intro. par Alain de Libera, Paris, Vrin, coll. "Sic et Non", 1995, Clxii-100 p.  (ISBN 2-7116-1344-5). Nouvelle éd. et trad. Richard Bodéüs, Paris, Vrin, 2008, coll. « Bibliothèque des Textes Philosophiques », 488 p. Texte fondamental dans l'histoire de la logique médiévale. (lire sur Remacle)
- Lettre à Anébon l'Égyptien (vers 263 ? vers 269 ?)[36], trad. Henri-Dominique Saffrey et Alain-Philippe Segonds, Les Belles Lettres, 2012, CXXX-314 p. Attaque la magie égyptienne, l'interprétation ritualiste de la théurgie, ce qui suscitera les Mystères d'Égypte de Jamblique, favorable aux rites. La philosophie est présentée comme un don des dieux passée à travers des âmes supérieures, celles de Homère, Orphée, Pythagore, Platon.
- Lettre à Marcella, trad. André-Jean Festugière, Trois dévôts païens, 1944. Ou trad. in Vie de Pythagore. Lettre à Marcella, Les Belles Lettres, 1982.
- Sur le libre arbitre (= Fragments 268-271 édi. A. Smith), trad. A.-J. Festugière, in Proclos, Commentaire de 'La République' , t. III, p. 349-357.
- Philosophie des oracles (avant 263), reconstituée par G. Wolff d'après Eusèbe (Préparation évangélique), trad. A.-Éd. Chaignet, La Philosophie des oracles de Porphyre, Paris, E. Leroux, 1900, 17 p. Nouv. trad. intégrale S. Feye et C. Thuysbaert, dans H. van Kasteel (éd), « Oracles et prophétie », Beya, Grez-Doiceau (Belgique), 2011, p. 211 à 246. Recherche d'une doctrine du salut dans les pratiques religieuses et les textes oraculaires de Grèce et surtout d'Orient (selon J. Bouffartigue).
- Questions homériques. 1) Quaestionum Homericarum Liber I, édi. A. R. Sodano, Naples, Giannini, 1970. 2) Quaestionum Homericarum ad Iliadem pertinentium reliquiae, édi. H. Schrader, Leipzig, Teubner, 1880 (Commentaire de l' Iliade). 3) Quaestionum Homericarum ad Odysseam pertientium reliquiae, édi. H. Schrader, Leipzig, Teubner, 1890 (Commentaire de l' Odyssée).
- Du retour de l'âme [à Dieu]. De regressu animae (vers 270), trad. latine : J. Bidez, Vie de Porphyre, Gand, 1913, p. 24-41 (en latin). Chez saint Augustin, La cité de Dieu, livre X.  "Mêle mystique plotinienne et théurgie chaldaïque" (selon notice de J. H. Waszink).
- Sentences (Points de départ vers les Intelligibles) (270-300 ?), Sentences, publié sous la direction de L. Brisson, Paris, Vrin, coll. « Histoire des doctrines de l'Antiquité classique », 2005, 2 vol., 381 p. et 383 p. (lire sur Remacle ou sur Wikisource)
- Des statues des dieux : fragments réunis par J. Bidez, Vie de Porphyre, p. 1-23. Interprétation allégorique et mystique des attributs des dieux grecs et barbares dans leurs représentations figurées (selon J. Bouffartigue).
- Sur le Styx, trad. Cristiano Castelletti : Traité sur le Styx du philosophe néoplatonicien Porphyre, Belgique, Namur, Les études classiques, vol. 75, no 1-2 (2007).
- Théologie d'Aristote, in Plotini Opera, édi. par Paul Henry et Hans-Rudolf Schwyzert, t. II, p. 486 sq. : Plotiniana arabica, Desclée de Brouwer, 1959, trad. en anglais par Geoffrey Lewis. De Porphyre, selon W. Kutsch (1954) et Pierre Hadot (1963)[37].
- Vie de Platon : reconstitution, à partir d'Apulée, par James A. Notopoulos, Porphyry's Life of Plato, Classical Philology, 35.3, 1940, p. 284-293.
- Vie de Plotin (vers 301) : Vie de Plotin, éd. et trad. Emile Bréhier et Sébastien Morlet, Les Belles Lettres, 2013, 120 p.  (ISBN 9782251802275) (lire sur Wikisource).
- Vie de Pythagore (vers 270). Vie de Pythagore. Lettre à Marcella, éd. et trad. Édouard des Places, Les Belles Lettres, 1982, 255 p.  (ISBN 2-251-00361-4).
- Lettre à Marcella et Vie de Pythagore, traduction et édition de Luc Brisson et Jean-François Pradeau, Paris, Flammarion, 2023.

### Sources
- Eunape de Sardes, Vies des philosophes et des sophistes (v. 395). [lire en ligne]
- (fr + grc) Eunape de Sardes (trad. Richard Goulet), Vies de philosophes et de sophistes, Paris, les Belles lettres, coll. « Collection des universités de France », 2014 (ISBN 978-2-251-00592-8, présentation en ligne)Deux tomes en un volume : t. 1, Introduction et prosopographie ; t. 2, Édition critique, traduction française, notes et index.

### Études
- Joseph Bidez, Vie de Porphyre, le philosophe néoplatonicien, Gand, 1913 (lire en ligne).
- Richard Goulet, « Porphyre de Tyr », dans Dictionnaire des philosophes antiques, t. Vb, Paris, CNRS Éditions, 2012 (ISBN 978-2-271-07399-0).
- Pierre Hadot, Porphyre et Victorinus, Paris, Études augustiniennes, 1968, 2 vol..
- Pierre Hadot, Plotin. Porphyre. Études néoplatoniciennes, Paris, Les Belles Lettres, coll. « L'âne d'or », 1999 (ISBN 2-251-42010-X).
- Marco Zambon, Porphyre et le moyen-platonisme, Paris, Vrin, coll. « Histoire des doctrines de l'antiquité classique », 2002 (ISBN 978-2-711615346).
- (en) Andrew Smith, Porphyry's Place in the Neoplatonic Tradition, La Haye, Nijhoff, 1974.